# László Kovács (chef opérateur)
Pour les articles homonymes, voir László Kovács et Kovacs.
László Kovács est un chef opérateur hongrois né le 14 mai 1933 dans le village de Cece (Hongrie) et mort le 22 juillet 2007 à Beverly Hills (États-Unis). Il a notamment travaillé sur de nombreux films emblématiques du Nouvel Hollywood, comme Easy Rider.

## Carrière
Lors de ses études à Budapest, Kovács rencontre Vilmos Zsigmond, avec lequel il filmera au jour le jour l'insurrection de Budapest de 1956. En novembre 1956, ils réussissent à transmettre les 10 000 mètres de pellicule à l'ouest, mais les médias occidentaux s'étaient déjà désintéressés de cette révolte, et ils ne purent diffuser leurs images que plusieurs années plus tard sur la chaîne de télévision CBS.
Comme son ami Zsigmond, Kovács s'installe aux États-Unis, où il accumule les petits jobs tels que producteur de sirop d'érable ou imprimeur de documents sur microfilm dans une compagnie d'assurance. Il parvient ensuite à travailler sur des films à faible budget avec Zsigmond.
Le succès colossal de Easy Rider sur lequel il avait signé l'image propulse sa carrière, tout d'abord aux côtés des films du « Nouvel Hollywood » comme Five Easy Pieces de Bob Rafelson ou de nombreuses collaborations avec Peter Bogdanovich, puis plus tard dans des films plus commerciaux (SOS Fantômes, Miss Détective)

## Filmographie sélective
- 1967 : Le Retour des anges de l'enfer de Richard Rush
- 1968 : Un monde psychédélique (Psych-Out) de Richard Rush
- 1968 : La Cible (Targets) de Peter Bogdanovich
- 1969 : Easy Rider de Dennis Hopper
- 1970 : Campus (Getting Straight) de Richard Rush
- 1970 : Cinq pièces faciles (Five Easy Pieces) de Bob Rafelson
- 1970 : Alex in Wonderland de Paul Mazursky
- 1971 : The Last Movie de Dennis Hopper
- 1972 : On s'fait la valise, Doc? (What's Up, Doc?) de Peter Bogdanovich
- 1972 : The King of Marvin Gardens de Bob Rafelson
- 1973 : La Barbe à papa (Paper Moon) de Peter Bogdanovich
- 1974 : Ma femme est dingue de Peter Yates
- 1975 : Enfin l'amour (At Long Last Love) de Peter Bogdanovich
- 1976 : Nickelodeon de Peter Bogdanovich
- 1977 : New York, New York de Martin Scorsese
- 1978 : F.I.S.T. de Norman Jewison
- 1979 : Les Joyeux débuts de Butch Cassidy et le Kid (Butch and Sundance: The Early Days) de Richard Lester
- 1981 : Le Justicier solitaire (The Legend of the Lone Ranger) de William A. Fraker
- 1984 : SOS Fantômes (Ghostbusters) d'Ivan Reitman
- 1984 : Crackers de Louis Malle
- 1985 : Mask de Peter Bogdanovich
- 1989 : Un monde pour nous (Say Anything…) de Cameron Crowe
- 1992 : Le Rubis du Caire de Graeme Clifford
- 1995 : Copycat avec Jon Amiel
- 1997 : Le Mariage de mon meilleur ami (My Best Friend's Wedding) de P.J. Hogan
- 1998 : Jack Frost de Troy Miller
- 2000 : Miss Détective (Miss Congeniality) de Donald Petrie

## Source
- (en) Cet article est partiellement ou en totalité issu de l’article de Wikipédia en anglais intitulé « László Kovács (cinematographer) » (voir la liste des auteurs).